# ميرفين سيلفا
ميرفين سيلفا هو سياسي سريلانكي، ولد في 25 مارس 1944. نشط حزبياً في حزب الحرية السريلانكي. وقد انتخب عضو برلمان سريلانكا.